# Krajowe Centrum Roślinnych Zasobów Genowych
Krajowe Centrum Roślinnych Zasobów Genowych (KCRZG) – zakład naukowy Instytutu Hodowli i Aklimatyzacji Roślin – Państwowego Instytutu Badawczego, który znajduje się w Radzikowie, w województwie mazowieckim. Jest koordynatorem Krajowego Programu Ochrony Zasobów Genowych Roślin Użytkowych.

## Cele i zadania
Celem Programu jest ochrona zasobów genowych roślin użytkowych, ich dzikich krewniaków i roślin towarzyszących (ochrona bioróżnorodności, ochrona gatunków zagrożonych erozją genetyczną). Jego realizacja jest czynnym wypełnieniem zobowiązań międzynarodowych określonych w:
- Konwencji o Różnorodności Biologicznej (CBD) sporządzonej 5 czerwca 1992 r. w Rio de Janeiro, a ratyfikowanej przez Polskę 13 grudnia 1995 r. (Konwencja weszła w życie 19 grudnia 1996 r.),
- Międzynarodowym Traktacie o zasobach genetycznych roślin dla wyżywienia i rolnictwa (ITPRFA) z 2004 r.,
- 2 Globalnym Planem Działań dla Ochrony i Zrównoważonego Wykorzystania Roślinnych Zasobów Genetycznych dla Wyżywienia i Rolnictwa (GPA) z 2011 roku.

Do zadań należy też:
- gromadzenie w banku genów populacji i odmian roślin uprawnych oraz dziko rosnących zagrożonych erozją genetyczną (zasoby genowe są przechowywane w formie nasion, w ciekłym azocie, jako kolekcje kultur tkankowych, jako kolekcje polowe, jako kolekcje DNA i z wykorzystaniem innych metod, takich jak kriokonserwacja),
- charakterystyka i waloryzacja zebranych materiałów,
- utrzymanie prób nasion i klonów zgromadzonych roślin użytkowych, dziko rosnących chwastów oraz patogenów ziemniaka w stanie żywym i czystości genetycznej,
- dokumentacja zgromadzonych materiałów, oraz wymiana prób z innymi bankami genów i ogrodami botanicznymi w świecie oraz udostępnianie informacji o zgromadzonych materiałach,
- udostępnianie materiałów wyjściowych hodowcom, instytucjom badawczym i naukowym, innym zainteresowanym placówkom oraz osobom fizycznym,
- rozwijanie badań i wykorzystywanie zasobów genowych roślin użytkowych,
- realizacja zobowiązań wynikających z ustaleń międzynarodowych i działań na rzecz integracji europejskiej[2].

## Historia
W 1951 jednocześnie z utworzeniem Instytutu Hodowli i Aklimatyzacji Roślin, w stacji hodowlano-badawczej IHAR w Radzikowie założono Kolekcję Rolną. Do 1953 kolekcja ta była prowadzona przy dziale Warzywnym Zakładu Biologii i Fizjologii Rozwoju Roślin, następnie została wyodrębniona w samodzielną Pracownię Kolekcji Roślin. Od początku założeniem było gromadzenie roślin uprawnych, głównie pochodzenia krajowego, co miało na celu zapobieganie wyginięciu starych miejscowych populacji i odmian hodowlanych, wyniszczonych w czasie działań wojennych w latach 1939–1945. Równolegle w Radzikowie były prowadzone kolekcje robocze następujących gatunków roślin: grochu, fasoli, pomidorów, soi, rzepaku, kapusty abisyńskiej, soi oraz roślin ozdobnych.
W 1951 nastąpiło przejęcie przez Instytut Ogrodu Botanicznego w Bydgoszczy i zmiana jego funkcji z ogrodu miejskiego na placówkę naukowo-badawczą.
Do 1955 Kolekcja Rolna była w posiadaniu większości gatunków uprawianych w Polsce i niektórych pochodzenia zagranicznego (bawełna, kukurydza, konopie, ryż). Rozpoczęto międzynarodową wymianę nasion z dawnym NRD, Węgrami, Austrią, Francją, Anglią, Holandią i Stanami Zjednoczonymi.
W 1957 na bazie Kolekcji Rolnej utworzono Centralną Kolekcję Roślin, prowadzącą szeroką współpracę i wymianę nasion z innymi krajami takimi jak: Belgia, Portugalia, Kanada, Argentyna i Nowa Zelandia. Pozwoliło to zwiększyć 4-krotnie nasienne zasoby kolekcji z 909 odmian do 4816 w ciągu 5 lat (1957-1961). Nasiona zgromadzonych odmian przechowywano wtedy w woreczkach płóciennych i torebkach papierowych w magazynach o niekontrolowanej wilgotności i temperaturze powietrza. Takie warunki nie gwarantowały długotrwałej żywotności nasion.
W 1961 założono kolekcję roślin zielarskich, zawierającą tysiąc różnych form i gatunków roślin.
W 1968 Centralna Kolekcja Roślin została podniesiona do rangi Zakładu Centralnej Kolekcji Roślin, do którego w 1971 roku włączono Ogród Botaniczny w Bydgoszczy. W dekadzie lat siedemdziesiątych nasiona przechowywano w słoikach typu Wecka. W 1975 w banku genów znajdowały się 22 tys. ekotypów i odmian roślin. Były to najliczniejsze zbiory w kraju i w Europie.
W 1979 w wyniku „Porozumienia Międzyresortowego” (Ministerstwo Rolnictwa, Polska Akademia Nauk, Ministerstwo Edukacji Naukowej i Ministerstwo Przemysłu Lekkiego) Instytut Hodowli i Aklimatyzacji Roślin został upoważniony do utworzenia Zakładu Krajowych Zasobów Genowych – ZKZG odpowiedzialnego za gromadzenie, opracowywanie i przechowywanie w stanie żywym roślinnych zasobów genowych w kraju oraz za współpracę z jednostkami zagranicznymi z tej dziedziny. Od roku 1987 nasiona są przechowywane w komorach chłodniczych z regulowaną temperaturą powietrza.
Od 1 stycznia 1997 r. Zakład Krajowych Zasobów Genowych – ZKZG działa pod nazwą Krajowe Centrum Roślinnych Zasobów Genowych (KCRZG).
Od 1996 zadania związane z ochroną zasobów genowych roślin użytkowych sprowadzały się do realizacji „Programu Ochrony Zasobów Genowych Roślin Użytkowych” ustanowionego przez MRiRW i koordynowanego przez KCRZG, IHAR. Był on ważnym elementem krajowej strategii hodowlanej, pro-ekologicznej polityki państwa oraz miał istotne znaczenie dla realizacji programów rolno-środowiskowych w Polsce. Realizowany był jak poprzednio przez szereg współpracujących ze sobą instytucji odpowiedzialnych za poszczególne kolekcje wiodące roślin użytkowych. Do 2007 program był finansowany ze środków Ministerstwa Rolnictwa i Rozwoju Wsi przyznawanych corocznie na podstawie decyzji Ministra Rolnictwa i Rozwoju Wsi w ramach postępu biologicznego w produkcji roślinnej.
Po zatwierdzeniu polskiej Krajowej strategii ochrony i zrównoważonego użytkowania różnorodności biologicznej wraz z Programem Działań na lata 2007–2013 (Uchwałą Rady Ministrów z dnia 26 października 2007 r.). Od 2008 utrzymanie kolekcji zasobów genowych roślin użytkowych było finansowane w ramach programu wieloletniego – „Ulepszanie Roślin dla Zrównoważonych AgroEkoSystemów, Wysokiej Jakości Żywności i Produkcji Roślinnej na Cele Nieżywnościowe” koordynowanego przez KCRZG, IHAR-PIB a realizowanego we współpracy z 13 instytucjami.
Realizowany od 2015 Program Ochrony i Zrównoważonego Użytkowania Różnorodności Biologicznej wraz z Planem działań na lata 2015–2020 zatwierdzony Uchwałą NR 213 Rady Ministrów z dnia 6 listopada 2015 r. są kompleksowym dokumentem, obowiązującym do roku 2020. Realizowany jest Program Wieloletni zaplanowany na lata 2015–2020 pt. „Tworzenie naukowych podstaw postępu biologicznego i ochrona roślinnych zasobów genowych źródłem innowacji wsparcia zrównoważonego rolnictwa oraz bezpieczeństwa żywnościowego kraju”.

## Struktura organizacyjna

### Pracownia Gromadzenia i Oceny Roślin
Pracownia zajmuje się gromadzeniem materiałów genetycznych roślin uprawnych, ich dzikich krewniaków oraz roślin towarzyszących uprawom polowym w terenie w trakcie ekspedycji. Ekspedycje te są prowadzone na terenie Polski oraz poza granicami. Zgromadzone zasoby genetyczne przechowuje się w kolekcjach polowych (ex situ), co zapewnia im długotrwałą żywotność. Nasiona obiektów są przekazywane do długoterminowej przechowalni nasion KCRZG. Informacje o obiektach są importowane do systemu informacyjnego EGISET, dzięki któremu są one powszechnie dostępne.
Zasoby genowe podlegają opisowi i waloryzacji metodami tradycyjnymi (w kolekcjach ex situ), oraz metodami molekularnymi. Materiały wyjściowe wybranych gatunków dla hodowli roślin są opracowywane i udostępniane hodowcom i placówkom badawczym.
Pracownia zajmuje się również prowadzeniem Herbarium KCRZG, w którym znajduje się bogata kolekcja nasion, kwiatostanów oraz arkuszy zielnikowych (ponad 20 tys. obiektów). Posiadane zbiory są udostępniane do badań na miejscu, razem ze sprzętem potrzebnym do pracy.

### Pracownia Dokumentacji i Długoterminowego Przechowywania Nasion
Pracownia prowadzi dokumentację zasobów genetycznych roślin uprawnych, wymienia i udostępnia zebrane informacje. Gromadzi próbki nasion gatunków i odmian roślin uprawnych oraz ocenia ich żywotność i przygotowuje je do długoterminowego przechowywania. Monitorowana jest jakość nasion i zmiany biochemiczne w nasionach przechowywanych długoterminowo. Nasiona z obniżoną zdolnością kiełkowania są przekazywane do regeneracji.
W przechowalni długoterminowej znajdują się nasiona ponad 70 tys. obiektów. Przechowalnia jest klimatyzowana, w jej skład wchodzą trzy komory do długoterminowego przechowywania, w których panuje temperatura –18 °C oraz pięć komór do średnioterminowego przechowywania o temperaturze 0 °C. Nasiona przeznaczone do przechowywania muszą być wysuszone, co przebiega w temperaturze 20 °C i wilgotności względnej powietrza 15%. Po osiągnięciu 3–7% zawartości wody, nasiona są pakowane próżniowo.
Każdy obiekt przechowuje się w kolekcji podstawowej i aktywnej. Kolekcja podstawowa to próbki nasion przechowywane w temperaturze –18 °C w ilości pozwalającej na co najmniej dwukrotną regenerację danego obiektu (min. 2–4 tys. nasion). Nasiona umieszczane są w hermetycznie zamkniętych, trójwarstwowych torebkach z tworzyw sztucznych i folii aluminiowej. Okres przechowywania nasion w takich warunkach może osiągnąć nawet 2 tys. lat. Kolekcja aktywna to próbki nasion przeznaczone do dystrybucji. Są one zapakowane w hermetyczne słoiki i przechowywane w temperaturze 0 °C. Ich żywotność przewiduje się na około 30 lat. Próbki są udostępniane za pomocą wyszukiwarki EGISET. Odbiorcami nasion są naukowcy, hodowcy i rolnicy z całego świata. Wykorzystuje się je do celów naukowych, poznawczych, hodowlanych, edukacyjnych, a nawet hobbystycznych.

### Pracownia Roślin Rekultywacyjnych
Zadaniem Pracowni jest gromadzenie gatunków roślin pochodzenia krajowego i zagranicznego zdolnych do wegetacji w ekstremalnych warunkach zdewastowanego środowiska. Oceniana jest zdolność wybranych gatunków do odtwarzania szaty roślinnej na zwałowiskach odpadów przemysłowych i komunalnych. Gatunki, które są przydatne do rekultywacji gruntów bezglebowych i wyłączonych okresowo z produkcji rolniczej są rozmnażane i utrzymywane w stanie żywym. Wykonuje się charakterystykę morfologiczną i ocenę cech użytkowych gatunków, wykazujących wysoki potencjał plonowania masy biologicznej jako źródła energii odnawialnej oraz przydatnej do innych celów gospodarczych. Pracownia tworzy również materiały wyjściowe dla hodowli roślin alternatywnych.

### Ogród Botaniczny IHAR-PIB w Bydgoszczy
Jest to ogród specjalistyczny, gromadzący określone kolekcje roślinne: traw, roślin użytkowych, oraz gatunków dla celów rekultywacji i zagospodarowania terenów poprzemysłowych i odłogowanych. Prowadzi szeroką działalność naukowo-badawczą, dydaktyczno-wychowawczą, popularyzatorską i rekreacyjną.